# Tortugas (Áncash)
La caleta de Tortugas es un balneario peruano ubicado en el distrito de Comandante Noel, provincia de Casma, Departamento de Ancash, sobre el km 395.5 de la Panamericana Norte, a 20 km al noroeste de la ciudad de Casma y unos 35 km al sueste de la ciudad de Chimbote.

## Toponimia
Su nombre proviene de la presencia de tortugas, que se dice abundaban años atrás. Otros consideran que proviene de la forma de Tortuga que tiene la isla ubicada frente a la ensenada mirándola a cierta distancia desde el eje suroeste-noreste y algunos otros atribuyen el nombre a la forma de Tortuga que tiene el cerro del mismo nombre, mirándolo desde el norte.

## Historia
Tortugas recibió al hombre primitivo desde hace unos 14,000 años, cuando su supervivencia dependía de la recolección de frutos, la pesca y la caza.
Siendo ocupada por el hombre sedentario hace cinco mil años, encontrándose vestigios de un primer asentamiento que muestra edificaciones rústicas y cementerios en la zona de la plaza Grau y alrededores del Restaurante Toño, estudiado por arqueólogos americanos y japoneses.
Cuando llegaron los españoles y con ellos los piratas, se sucedieron algunos hechos que han servido para tejer historias de combates, naufragios y tesoros sumergidos en el mar o escondidos en tierra en lugares inubicables hasta la fecha. 
Existe en el fondo del mar de Tortugas, restos de naufragios, de uno de ellos es el ancla que se ha colocado a la entrada de la vía de acceso a Tortugas, que sin duda es de origen colonial. La obra "Derrotero General del Mar del Sur" del Capitán Pedro Hurtado de Mendoza del año 1730, manifiesta: "De Guambacho a Casma hay cinco leguas y en medio hay una isleta y una ensenada de mucho fondo que llaman el Puerto de Chinos y la Tortuga.
El 3 de mayo de 1926, el presidente Augusto B. Leguía, crea el distrito de Comandante Noel, a través de la ley 5444 que incluye dentro de su jurisdicción a la caleta de Tortugas que incluye las  Islas de Tortugas y La isla Chimú según se puede apreciar en el plano croquis adjunto al expediente de la ley de creación del distrito de Comandante Noel antes dentro de la prov de El Santa, ahora el dist de Comandante Noel  es parte del  distrito de la provincia de Casma. 
En 1930 se construye la primera panamericana norte que pasaba por Casma, Tortugas seguía por GUAYNUMA, subía por la LOMAS y continuaba hacia el norte para pasar por el cruce a Nepeña. Esto permitió una mayor afluencia de familias que comenzaron a construir sus viviendas.

## Geografía
Es parte de una ensenada enmarcada por la prolongación de los cerros Grande (hacia el norte) y Tortuga (hacia el sur). En frente tiene las islas Tortugas y Los Chimus, además de un islote: La Viuda.

## Economía
En los años cincuenta, la pesca adquiere un notable auge y se instalan en Puerto Casma las primeras fábricas pesqueras que contaminan sus playas y origina un cambio de rumbo en las familias veraneantes de ese puerto hacia Tortugas. Creciendo así el número de viviendas y familias. Luego viene el asfaltado entre la Panamericana Norte y la caleta, en 1959, facilitándose el incremento de la población.

## Recreación
Se puede recorrer la playa de piedras y observar curiosas formaciones producto de la erosión, así como disfrutar los frutos del mar como la corvina y el lenguado.
En Tortugas abundan los recursos marinos, distinguiéndose la concha de abanico, caracol, calamar y pulpo. Sus aguas, asimismo, propician la caza submarina.
Es un buen lugar para practicar deportes acuáticos pues cuenta con un mar limpio y tranquilo, aunque un poco peligroso por la presencia de rayas.
La bahía esta limitada tanto al norte como al sur de enormes dunas, lo que permite practicar el sandboard.